# Histoire d’un acteur de province
Pour plus de détails, voir Fiche technique et Distribution.
Histoire d’un acteur de province (Повесть о неизвестном актёре, Povest o neizvestnom aktiore) est un film soviétique réalisé par Alexandre Zarkhi, sorti en 1976,.

## Fiche technique
- Titre français : Histoire d’un acteur de province[3]
- Titre original : Повесть о неизвестном актёре, Povest o neizvestnom aktiore
- Photographie : Piotr Chumski
- Musique : Alfred Chnitke
- Décors : Georgi Kolganov